# Huyền chức linh mục
Huyền chức linh mục (thuật ngữ gốc: Tước bỏ năng quyền (suspension of faculties), gọi dân gian là Treo chén) là việc một linh mục bị tước tạm thời hay vĩnh viễn các quyền thực thi tác vụ chức linh mục như: cử hành thánh lễ, các bí tích, giảng đạo... trong giáo hội. Một linh mục bị huyền chức không có nghĩa là bị xóa bỏ chức Thánh vì chức này gắn liền vĩnh viễn.

## Xác định
Vấn đề linh mục bị "treo chén - suspension" được Bộ Giáo Luật mới (1983), ở khoản 1333, điều 1, xác định: 
"A suspension, which can affect clerics alone, forbids:
1. Either all or some acts of the power of orders.
2. Either all or some acts of the power of governance.
3. The exercise of either all or some rights or functions which are attached to an office"[1].

Tức là:
"Vạ huyền chức chỉ có thể chi phối giáo sĩ; người mắc vạ này bị cấm:
1. Hoặc tất cả hay vài hành vi của quyền thánh chức;
2. Hoặc tất cả hay vài hành vi của quyền cai trị;
3. Thi hành tất cả hay vài quyền lợi và nghĩa vụ gắn liền với một chức vụ"[2].